# Delegada Graciela
Graciela de Lourdes David Ambrósio (Pedregulho, 8 de julho de 1964), mais conhecida como Delegada Graciela, é uma policial e política brasileira. Atualmente é deputada estadual pelo Partido Liberal (PL).
Graciela é uma dos 13 filhos do casal Lourdes de Souza e Anis David, dona de casa e provedor da Santa Casa da cidade, respectivamente.
Graciela viveu até os 14 anos em Pedregulho e veio para Franca estudar. Cursou o ensino médio e formou-se pela FDF (Faculdade de Direito de Franca) – sempre passando por instituições públicas.
Trabalhou como escrivã durante três anos. Já como delegada, atuou por 30 anos, sendo 25 deles à frente da DDM (Delegacia de Defesa da Mulher) de Franca.
Graciela foi eleita por três mandatos vereadora de Franca. A delegada teve uma cadeira na Câmara Municipal de 2001 até 2012.
Em 2014, concorreu para prefeita de Franca e perdeu para Alexandre Ferreira, na época do PSDB. Disputou para deputada federal em 2014 e novamente não foi eleita. 
Nas eleições de 2018, foi eleita deputada estadual com 63.089 votos. 